# قوانین هفت‌گانه نوح
| بخش از مجموعه                                                                          |
| یهودیت                                                                                 |
| Star of David · Ten Commandments · Menorah                                             |
| رده:یهودیت                                                                             |
| یهود · یهودیت · اسباط                                                                  |
| ارتودوکس                                                                               |
| حریدی · حسیدی · ارتودوکس مدرن                                                          |
| فلسفه یهودی                                                                            |
| اصول دین · منیان · کابالا                                                              |
| قوانین نوح · خدا · آخرت · مسیح در یهودیت                                               |
| یهودیان به عنوان قوم برگزیده · هولوکاست · هلاخا · کشروت· ده فرمان                      |
| صنیوت · صدکه · اخلاق · جنبش مسار                                                       |
| متون دینی                                                                              |
| تورات · تنخ · تلمود · میدراش · توسفتا                                                  |
| آثار حاخامی · هاگادا · میشنا· باریتا                                                   |
| تور · شولحان عاروخ ·                                                                   |
| حماش · سیدور · زوهار ·                                                                 |
| شهرهای مقدس                                                                            |
| اورشلیم · صفد · حبرون · طبریه                                                          |
| شخصیت‌های مهم                                                                           |
| ابراهیم · اسحق · یعقوب                                                                 |
| ساره · ربه‌کا · راحیل · لیه                                                             |
| موسی · دبوره · روت · داوود · سلیمان                                                    |
| الیاس · هیلل · شمای · یهودا هناسی                                                      |
| سعادیا گائون · راشی · اسحاق الفاسی · ابن عزرا · توسفتانویسان                           |
| یوسف آلبو · یوسف قارو · آشر بن یهیئل                                                   |
| بعل شم طوو · موسی بن میمون · فیلون اسکندرانی                                           |
| اوادیا یوسف · موشه بن نحمان · موشه فینشتاین · العازر شاخ                               |
| زندگی یهودی                                                                            |
| بریت · بنای مصوا · ازدواج                                                              |
| نیدا· عزاداری                                                                          |
| نقش‌های مذهبی                                                                           |
| حاخام · ربی                                                                            |
| کاهن یهودی ·                                                                           |
| دیان · روش یشیوا                                                                       |
| ساختمان‌های مذهبی                                                                       |
| کنیسه · میکوه · هیکل سلیمان / خیمه‌گاه                                                  |
| مقالات مذهبی                                                                           |
| شبات · تفیلین · زنان · سفر تورات· بدکن· قربانی                                         |
| ستاره داوود · منوره · شوفار                                                            |
| اربعه مینیم                                                                            |
| نماز                                                                                   |
| نماز · شماع · عمیده ·                                                                  |
| قدیش ·هولده                                                                            |
| یهودیت و دیگر ادیان                                                                    |
| مسیحیت · اسلام ·                                                                       |
| ادیان ابراهیمی · تکثرگرایی                                                             |
| مورمونیسم · "یهودی مسیحی" · دیگران                                                     |
| مطالب وابسته                                                                           |
| نقد یهودیت · یهودستیزی                                                                 |
| یهوددوستی · یشیوا· صهیونیسم· یهودیان آمریکا· فهرست دانشمندان و فیلسوفان یهودی · کوربان |
| ن ب و                                                                                  |

هفت قانون نوح (عبری שבע מצוות בני נח) قسمت اصلی قوانین نوح را تشکیل می‌دهند. این قوانین یک سری دستورات اخلاقی هستند که از طرف خدا به فرزندان نوح (همه مردم زمین) داده شده بودند. بر اساس شریعت یهودی، غیریهودیان (گویم) که به این قانونها عمل کنند یک گویم صالح بوده و در دنیای آینده (اولم هبا) دارای جایگاه ویژه هستند. پیروی کنندگان این قوانین معمولاً بنی نوح یا نواحید خوانده شده و معمولاً با کنیسه‌های یهودی در ارتباط هستند.

## فرمان‌ها
1. ممنوعیت بت‌پرستی: بت نپرستید
2. ممنوعیت کشتن: خون کسی را به ناحق بر زمین مریزید،[۱] خودکشی نکنید[۲] و فرزندان خود را نکشید و قربانی نکنید.[۳]
3. ممنوعیت زنا: زنا مکنید.[۴]
4. ممنوعیت قسم ناروا: سوگند ناروا نخورید و تهمت نزنید.
5. گوشت حیوان زنده را نخورید
6. عدل و داوری را برپا سازید.[۵]
7. تشکیل دادگاه شرعی. برای نظارت بر انجام شش فرمان مورد اشاره.

بر اساس نظر تلمود این قانونها از شش قانونی که به آدم در باغ عدن (بهشت به زبان عبری) اعطا شد نشات گرفته است و هفتمین آن در زمان نوح به آنها اضافه شده است. این هفت قانون جزئی از ۶۱۳ قانون یهودیان و ده فرمان که به یهودیان داده شده است بودند. بر اساس نظر یهودیان، آنها باید پیروی از قوانین نوح را در بین غیریهودیان (گویم) گسترش دهند.
با اینکه گروه‌های یهودی مانند خبد لوباویچ سعی در گسترش این قوانین در بین غیریهودیان دارند آمار درستی از تعداد گروندگان به این قوانین در دست نیست.

## در کتاب مقدس
در کتاب مقدس هیچ اشاره ای به قوانین در زمان نوح نشده است و عدد هفت در مورد تعداد آنها نیز ذکر نشده است.
در کتاب مقدس ذکر شده است که بعد از اتمام طوفان نوح خداوند با نوح عهدی بست که بر اساس آن:
- خوراک: «ولیکن، از گوشت به همراه خون تو نباید مصرف کنی»[۸]
- قتل: «همچنین، من از تو می‌خواهم قصاص، برای گرفته شدن جان، حتی از حیوانات وحشی. من از برادر (مقتول) خونخواهی می‌خواهم. کسی که خون آدم بریزد، باید خونش ریخته شود، زیرا خدا در تصویر خود آدم را ساخته است»[۹]

## در تلمود
بر اساس نظر یهودیان همان گونه که در تلمود ذکر شده است قوانین نوح به تمامی مردم اعمال می‌شوند. در یهودیت بنی نوح به تمامی مردم دنیا گفته می‌شود. در تلمود آمده است که صالحان بین مردم دارای جایگاهی در عالم بعد از این هستند (. هر غیر یهودی که از این قوانین تبعیت کند یک گویم صالح است. موشه بن میمون معتقد است که کسانی که از قوانین نوح تبعیت کنند در واقع از قوانین خدا تبعیت کرده‌اند.
بر اساس تلمود دستور نخوردن «گوشت دارای خون» به نوح داده شده و بقیه قوانین به آدم و حوا داده شده بودند. آدم و حوا از خوردن گوشت حیوانات منع شده بودند.

## خارجی مقیم
در زمانهای قدیم گویمی که در سرزمین اسرائیل زندگی می‌کرد و از قوانین نوح تبعیت می‌کرد גר תושב/ گر توشاو (خارجی مقیم) نام داشت. بر اساس قوانین یهودی کمک کردن به گر توشاو در زمانهای نیاز واجب است.
در کشور اسرائیل در مورد اینکه آیا فلسطینیان شهروند اسرائیل دارای وضعیت گر توشاو هستند بحث زیادی وجود دارد.
گر توشاو نباید با گر صدق / گر تصدک / גר צדק اشتباه شود که فردی است که به دنبال گرویدن به یهودیت (גיור گیور) است. این فرایند بسیار پیچیده بوده و تنها زمانی اجرا خواهد شد که فکر و اعمال زیادی برای گرویدن انجام شود.

## مجازات
در تلمود آمده است که مجازات برای انجام ندادن قوانین نوح اعدام با قطع سر است. این نوع اعدام در نظر تلمود ملایم‌ترین مجازات اعدام است. بر اساس نظر خاخامها مجازات چه فرد از قوانین نوح آگاه باشد و چه نباشد یکسان است.

## در زمان امروزی
بعد از اینکه رهبر قدیمی خبد لوباویج، حاخام مناخم مندل شنیرسن جنبش نواحید را در سال ۱۹۸۰ شروع کرد تعداد گویمهایی که به این قانونها گرویدند افزایش یافت. یک سری قوانین نوشته شده به نام شولخان عاروخ برای این گویم‌ها تدوین شد. کتاب این قوانین سفر شوا متصوت هشم نام دارد که در سال ۲۰۰۹ میلادی چاپ شده است. این کتاب توسط حاخام اعظم اسرائیل، ربی شلومو موشه امار و ربی یوناه متصگر تأیید شده است.

## تأیید عمومی قوانین نوح

### کنگره آمریکا
هفت قانون نوح در کنگره آمریکا در سال ۱۹۹۱ شناخته شد در روزی که جشنی برای بزرگداشت خاخام مناخم مندل شنیرسون انجام شده بود.

### دروزهای اسرائیلی
در ژانویه سال ۲۰۰۴ میلادی رهبر دروزهای اسرائیلی شیخ موافق تعریف نوشته ای امضاء کرد که در آن به گویم‌هایی که در اسرائیل ساکن بودند خواست قوانین نوح را رعایت کنند. شهرداد شهر شفا امر نیز این نوشته را امضا کرد.

## نظر مسیحیان
نظر مسیحیان در مورد عهد عتیق یکسان نیست. بیشتر شاخه‌های مسیحیت ده فرمان، فرمان بزرگ، و قانون طلایی را قبول دارند. تنها قانون نوح که در بین بیشتر شاخه‌های مسیحیت اعمال می‌شود منع شدن خوردن گوشتی که از حیوان زنده جدا شده است می‌باشد. بر اساس بیشتر تفسیرها، و مخصوصاً مسیحیت
این امر مشخص است که تبعیت از قوانین خوراک یهودی برای گویم‌های مسیحی الزامی نمی‌باشد.
حاخام یعکوو (یعقوب) عمدین / יעקב עמדין در قرن ۱۸ اعتقاد داشت که عیسی قصد داشت گویمها را به پیروی از قوانین نوح و یهودیان را به پیروی از قوانین موسی ترغیب کند.